# Ruth Porta Cantoni
Ruth Porta Cantoni (Palma, 22 d'abril de 1957 - 2 de maig de 2023) fou una política balear i interventora de l'administració local, regidora de l'Ajuntament de Madrid, diputada de l'Assemblea de Madrid i senadora designada en les Corts Generals. Membre del Partit Socialista de Madrid, en 2013 es va reincorporar al seu lloc de treball com a interventora a l'Ajuntament de Villaviciosa de Odón. En 2015 va abandonar la política.